# Germaine Bazzle

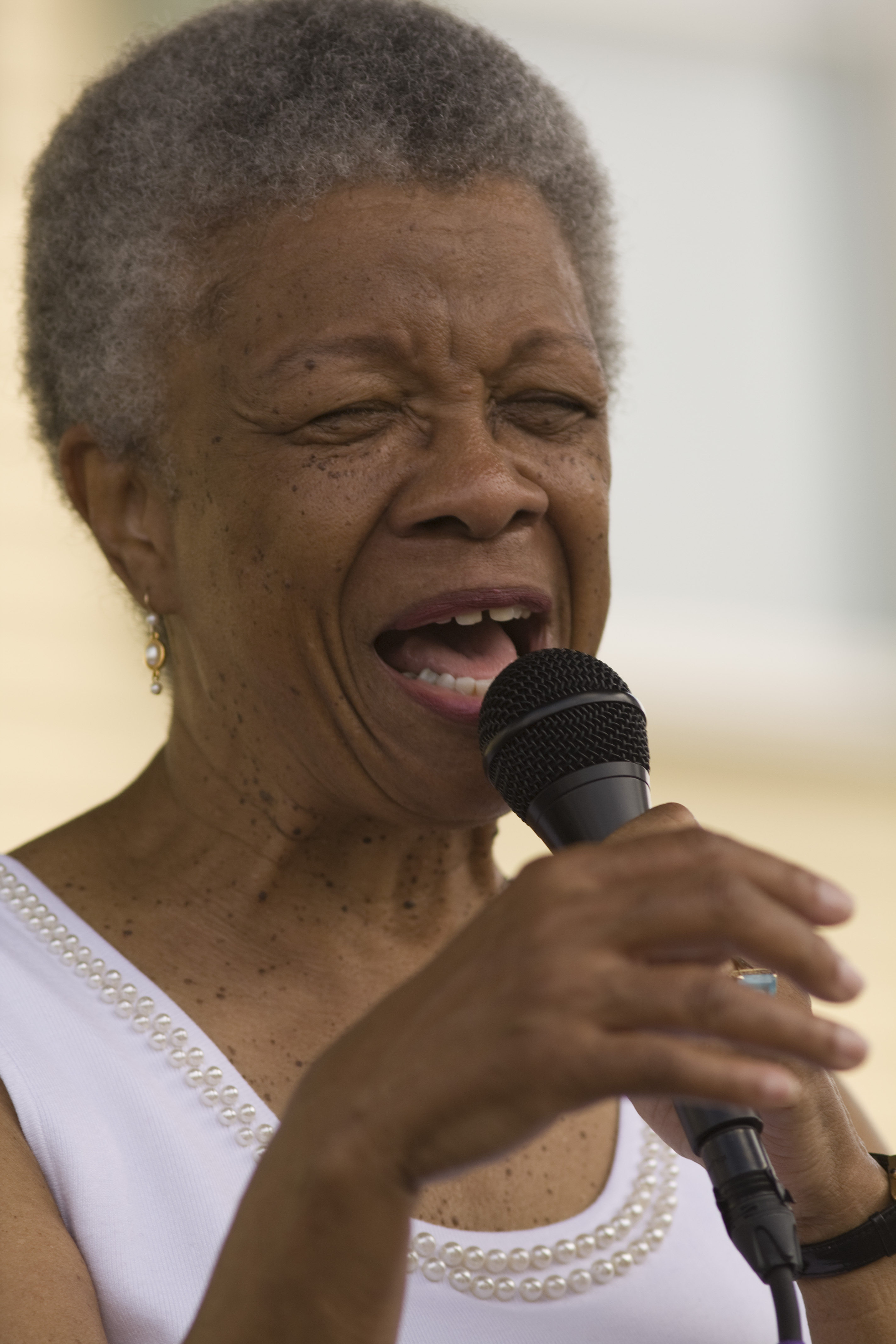
Germaine Bazzle

Germaine Bazzle (New Orleans, 28 maart 1932), 28 maart 1932) is een Amerikaanse jazzzangeres. Allmusic noemde haar een van de echte legendes van New Orleans, en ondergewaardeerd.
Bazzle's ouders speelden allebei piano. Na haar studie aan Xavier University of Louisiana werkte ze als lerares, daarnaast trad ze op als bassiste met traditionele jazzbands. Als jazzzangeres werd ze beïnvloed door onder andere Ella Fitzgerald en Sarah Vaughan en gospels, en richtte ze zich op de klassieke jazz, populaire liedjes en bijvoorbeeld showtunes.
In haar loopbaan nam ze in de periode 1985-1997 aan negen opnamesessies deel. Ze speelde samen met o.a. Red Tyler, Peter 'Chuck' Badie, Victor Goines, George French, Ellis Marsalis, Emile Vinnette, Larry Siebert en David Torkanowsky.
Bazzle  werkte tevens met haar eigen groep Germaine Bazzle & Friends. In 1991 nam ze een live-album op. Andere opnames staan op het verzamelalbum 'New New Orleans Music: Vocal Jazz'.
In 2007 hield ze workshops op het Louis Armstrong Jazz Camp.